# New Zealand Geographic
La New Zealand Geographic est une revue publiée en Nouvelle-Zélande. Comme son nom l'indique, elle est spécialisée dans les sujets de géographie.

## Historique
Kennedy Warne et John Woods décident en 1988 de fonder la revue ; Kennedy Warne en devient aussitôt le rédacteur en chef et le reste durant quinze ans,,.
En juillet-août 2008, la rédaction annonce la fondation de la société géographique néo-zélandaise — « New Zealand Geographic Society » — rebaptisée par la suite New Zealand Geographic Trust. Le but de cette société est de « [soutenir et protéger] la vie, la culture et les sciences néo-zélandaises » en faisant la promotion du « patrimoine naturel et culturel de la Nouvelle-Zélande ».
En 2008 également, la revue lance un concours de photographie, Photographer of the Year, qui devient de plus en plus populaire d'année en année. En 2021, le concours reçoit ainsi six mille candidatures.
En 2016, sous la direction de James Frankham, le New Zealand Geographic et Natural History New Zealand s'associent pour lancer un service de streaming en ligne. Le nouveau service offre environ dix mille images d'archive et cent soixante heures de documentaires,.
Lors du Webstar Magazine Media Awards 2018, le magazine remporte le prix du « magazine de l'année ».

## Administration et ligne éditoriale
L'éditeur de la revue est l'entreprise de médias Kowhai Media.
Entre 1989 et 2022, seuls quatre rédacteurs en chef se succèdent à la tête du journal : Kennedy Warne, Warren Judd, James Frankham et Rebekah White.
Lors de son entrée en fonction, la nouvelle rédactrice en chef Rebekah White déplore que la ligne éditoriale du magazine ne soit pas pleinement reconnue. Le public néo-zélandais considère la revue comme une publication sur la nature et la vie sauvage, et négligent son intérêt dans des articles d'investigation sur des questions sociales comme les sans-abri, la dépendance à la méthamphétamine, la croissance démographique ou la gestion des déchets et du recyclage.